# Krasylivský rajón
Krasylivský rajón (ukrajinsky Красилівський район) byl rajón v Chmelnycké oblasti na Ukrajině. Hlavním městem byl Krasyliv a rajón měl přibližně 50 tisíc obyvatel. 

## Sídla v rajónu
- Krasyliv
- Antoniny